# Mujer joven en un marco
Mujer joven en un marco es un cuadro del pintor holandés Rembrandt van Rijn, realizado en 1641, al óleo sobre tabla. También se lo conoce como La novia judía o Mujer joven con sombrero. Junto con Erudito en un atril y Paisaje con el buen samaritano, es una de las tres obras de Rembrandt en las colecciones polacas. Esta obra pertenece a la colección del Castillo Real de Varsovia.
La atribución a Rembrandt a veces se puso en duda en el pasado, pero finalmente se confirmó en 2006.

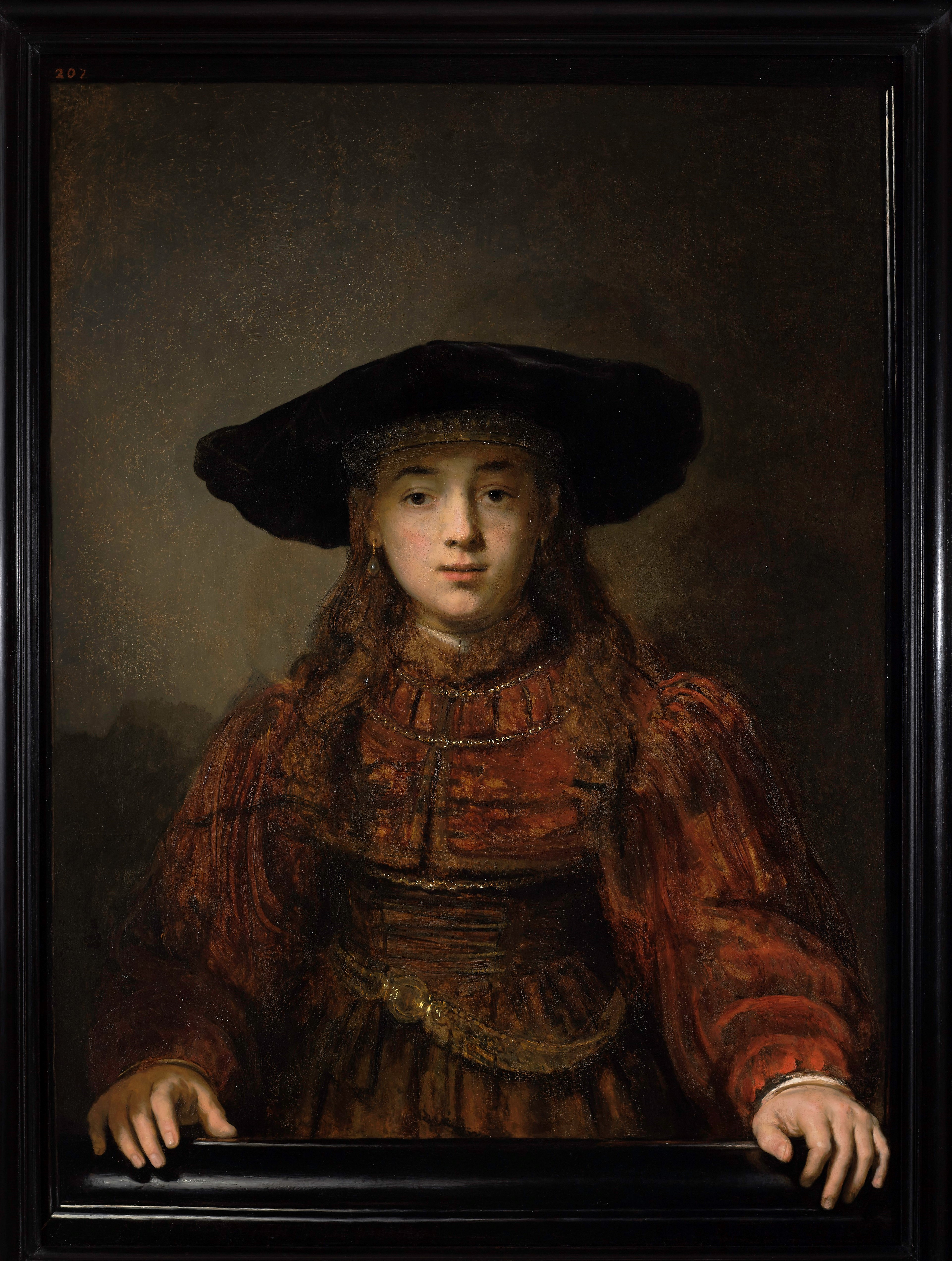
Mujer joven en un marco.

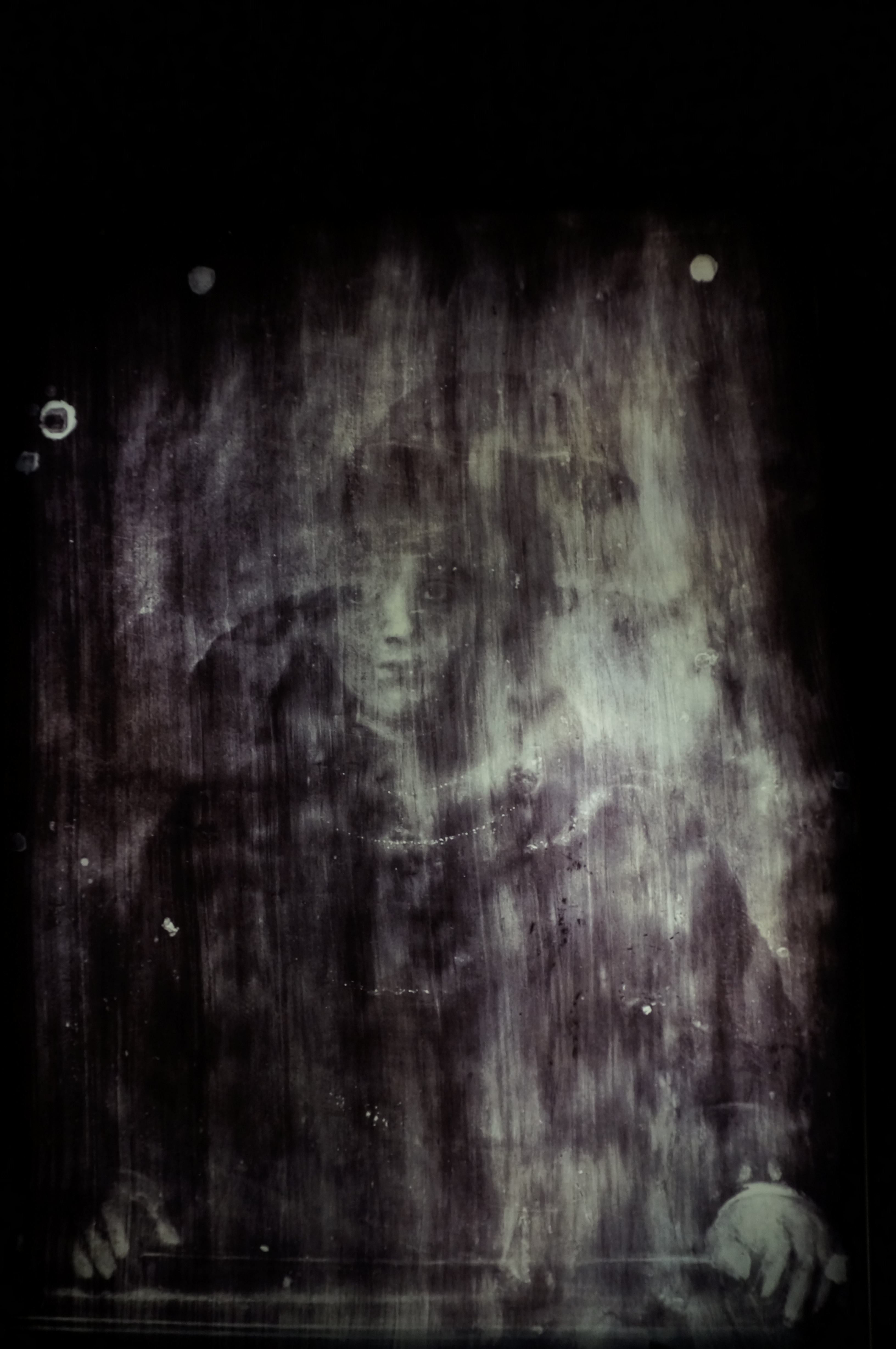
Radiografía de la pintura.

## Descripción
La joven está representada en un marco simulado (pintado como trampantojo) del que sólo se ven la parte inferior y el lado derecho. Está vestida con un vestido de terciopelo rojo oscuro, un sombrero negro y aretes con perlas en forma de pera. Este traje no está de acuerdo con la moda contemporánea, tratándose de una convención artística del momento que en una pintura se consideraba un "atuendo antiguo" adecuado a temas míticos, históricos, orientales o bíblicos. Rembrandt retrató a menudo a sus figuras con este tipo de ropa tanto en pinturas como en grabados.
Esta pintura no es un retrato, sino un tronie, el estudio de una cabeza o media figura sin atributos o acciones excepcionales. Inicialmente, Rembrandt comenzó a pintar a otra persona: una mujer sentada, ligeramente girada a la izquierda, vestida con un vestido a la moda contemporánea, con gorguera y una pequeña cofia. Esta mujer estaba un poco más a la derecha de la composición que la joven de la versión final. El retrato de una mujer con gorguera nunca se terminó y el panel se reutilizó. No es habitual que Rembrandt reutilizara sus materiales de esta manera.
La pintura fue restaurada por el Departamento de Conservación del Castillo Real de Varsovia entre mayo de 2005 y marzo de 2006. Las áreas repintadas se eliminaron y, cuando resultó imposible debido al gran riesgo de dañar la capa de pintura original, se redujeron de tamaño. Los restos de la composición original fueron descubiertos mediante rayos X durante los análisis previos a los trabajos de restauración. Las pinceladas originales, encontradas en la textura de la pintura, se hicieron visibles en la mejilla y la manga derecha, después de la eliminación de los fragmentos sobrepintados.

## Historia y origen
Estanislao Augusto Poniatowski compró este cuadro junto con Erudito en un atril en 1777 a la condesa Elisabeth Henriette Marie Golovkin (hija de Friedrich Paul von Kameke) a través del marchante de arte Jakob Triebel. Inicialmente, las pinturas se exhibieron en el Palacio Łazienki en Varsovia, pero después de la muerte del rey fueron entregadas a Józef Poniatowski. En 1813, este último legó las pinturas a su hija María Teresa Poniatowska. En 1815 fueron compradas por Kazimierz Rzewuski, quien luego se los dio a su hija Ludwika, esposa de Antoni Lanckoroński. Más tarde fueron propiedad de la familia Lanckoroński. El conde Karol Lanckoroński, un gran amante del arte que vivía en Viena, presentó la Joven en un marco en 1902 junto con otras obras de arte del Renacimiento y el siglo XVII en el Palacio que probablemente construyó expresamente para albergar la colección (Jacquingesse strasse, ya desaparecido).
Durante la Segunda Guerra Mundial, la Gestapo confiscó las obras de arte y no fue hasta 1947 que fueron devueltas a sus legítimos dueños y luego llevadas al castillo de Hohenems cerca de Vaduz, Vorarlberg. En 1950, las pinturas se colocaron en una cripta del banco suizo. No fue hasta 1994 que estas dos pinturas de Rembrandt se volvieron a exhibir durante una exposición de las obras de arte de la familia Lanckoroński que tuvo lugar en el Castillo Real de Varsovia, tras lo cual Karolina Lanckorońska las donó al Castillo Real.
La pintura fue estudiada en el contexto del Proyecto de Investigación Rembrandt, liderado por Ernst van de Wetering que analizó ambas pinturas y que confirmó en febrero de 2006 que fueron pintadas por Rembrandt. En esta ocasión, las obras se presentaron en la Casa Rembrandt de Ámsterdam y en la Gemäldegalerie de Berlín, durante la exposición “Rembrandt - La búsqueda de un genio” organizada en el marco del 400 aniversario del maestro.

## Análisis
El tema se conoció como La novia judía desde al menos 1769 en adelante. Algunas otras obras de Rembrandt en las que retrataba mujeres de cabello largo y suelto recibieron el mismo título en el siglo XVIII. Según la tradición judía, una doncella se dejaba el pelo suelto cuando quería anunciar el acuerdo de matrimonio con su prometido.
Ernst van de Wetering opinó que La mujer joven en un marco ejemplifica el interés de Rembrandt por las composiciones con trampantojos, típicas de su obra de finales de los años treinta y principios de los cuarenta. También plasma su búsqueda de nuevas formas de representar el movimiento. Según Van de Wetering, esta pintura es excepcional y puede verse como uno de los pocos ejemplos, tal vez incluso un prototipo, que confirman un período muy corto de la carrera de Rembrandt en el que tuvo interés en tales temas.
El movimiento se sugiere aquí con un ligero trazado del brazo derecho y la representación de las manos de la mujer como si las estuviera apoyando en el borde del marco ilusionista. El pendiente con una perla en su oreja derecha y la tela de su manga derecha también parecen moverse. La ilusión de romper el espacio pictórico convencional se crea aquí pintando la figura en un marco, con ambas manos extendidas más allá de ese marco.